# 100% Pascal-sensei
100% Pascal-sensei (１００％パスカル先生?, 100% Pasukaru-sensei) è un manga scritto e disegnato da Yūji Nagai, serializzato sul CoroCoro Comic di Shogakukan dal 15 gennaio 2015. Un adattamento anime da 36 episodi, prodotto da OLM, è stato trasmesso su varie reti televisive in Giappone dal 15 aprile al 16 dicembre 2017.

## Trama
La storia ruota intorno alla vita scolastica di una talpa insegnante di scuola elementare di nome Pascal, talmente sciocco da non sapere come si scriva il proprio nome. Dal carattere capriccioso, durante le sue lezioni fa sempre tutto ciò che vuole.

## Personaggi
Pascal (パスカル?, Pasukaru)
Doppiato da: Hana Satō
Protagonista della serie, è un misterioso insegnante delle elementari dall'aspetto di una talpa gialla.
Chika (ちか?)
Doppiata da: Misako Tomioka
Hayato (隼人?)
Doppiato da: Yūki Kodaira
Steve Kanamori (スティーブカナモリ?, Sutību Kanamori)
Doppiato da: Daiki Kobayashi
Iwata (岩田?)
Doppiato da: Kōji Takeda
Yūsuke Kitano (北野 悠介?, Kitano Yūsuke)
Doppiato da: Shin'ya Hamazoe
Hikaru Tachibana (立花 ひかる?, Tachibana Hikaru)
Doppiata da: Yuka Maruyama

## Media

### Manga
Il manga, scritto e disegnato da Yūji Nagai, ha iniziato la serializzazione sulla rivista CoroCoro Comic di Shogakukan il 15 gennaio 2015. I capitoli del fumetto sono stati raccolti in volume tankōbon, pubblicati da Shogakukan dal 24 luglio 2015 al 28 novembre 2018.

#### Volumi
| Nº | Data di prima pubblicazione                | Data di prima pubblicazione                                                 | Data di prima pubblicazione |
| Nº | Giapponese                                 | Giapponese                                                                  |                             |
| -- | ------------------------------------------ | --------------------------------------------------------------------------- | --------------------------- |
| 1  | 24 luglio 2015                             | ISBN 978-4-09-142027-5                                                      |                             |
| 2  | 28 gennaio 2016                            | ISBN 978-4-09-142117-3                                                      |                             |
| 3  | 24 giugno 2016                             | ISBN 978-4-09-142177-7                                                      |                             |
| 4  | 28 dicembre 2016 (ed. regolare & limitata) | ISBN 978-4-09-142270-5 (ed. regolare) ISBN 978-4-09-159240-8 (ed. limitata) |                             |
| 5  | 28 aprile 2017 (ed. regolare & limitata)   | ISBN 978-4-09-142388-7 (ed. regolare) ISBN 978-4-09-159244-6 (ed. limitata) |                             |
| 6  | 28 settembre 2017                          | ISBN 978-4-09-142495-2                                                      |                             |
| 7  | 27 aprile 2018                             | ISBN 978-4-09-142657-4                                                      |                             |
| 8  | 28 novembre 2018                           | ISBN 978-4-09-142822-6                                                      |                             |

### Anime
Annunciato il 15 settembre 2016 sul CoroCoro Comic di Shogakukan, un adattamento anime, prodotto da OLM e diretto da Yō Miura, ha iniziato la messa in onda il 15 aprile 2017. Le sigle di apertura e chiusura sono rispettivamente 100% Pascal-sensei (１００％パスカル先生?, 100% Pasukaru-sensei) e Pascal yogayoga (パスカル・ヨガヨ～ガ?, Pasukaru yogayoga), entrambe interpretate da Hana Satō. In tutto il mondo, ad eccezione dell'Asia, gli episodi sono stati trasmessi in streaming in simulcast da Crunchyroll.

#### Episodi
| Nº | Giapponese 「Kanji」 - Rōmaji | In onda           | In onda |
| Nº | Giapponese 「Kanji」 - Rōmaji | Giapponese        |         |
| 1  | 「その名もパスカル先生」 - Sono na mo Pasukaru-sensei「完璧プレート」 - Pāfekuto purēto                                                                               | 15 aprile 2017    |         |
| 2  | 「恐怖！100%身体検査」 - Kyōfu! 100% shintai kensa「完璧プレート」 - Pāfekuto purēto「1%パスカル」 - 1% Pasukaru                                                      | 22 aprile 2017    |         |
| 3  | 「マイ ネーム イズ 転校生」 - Mai nēmu izu tenkōsei「完璧プレート」 - Kanpeki purēto                                                                                  | 29 aprile 2017    |         |
| 4  | 「伝説の不良、立花ひかる」 - Densetsu no furyō, Tachibana Hikaru「完璧プレート」 - Kanpeki purēto「北野ゆうすけ君の暗号講座」 - Kitano Yūsuke kimi no angō kōza       | 6 maggio 2017     |         |
| 5  | 「ぬきうちテストに気をつけろ!」 - Nuki uchi tesuto ni kiwotsukero!「完璧プレート」 - Kanpeki purēto                                                                   | 13 maggio 2017    |         |
| 6  | 「これがウワサの5月病」 - Kore ga uwasa no 5 tsuki-byō「完璧プレート」 - Kanpeki purēto「アメリカ横断パスカリングリッシュ」 - Amerika ōdan Pasuka ringu risshu        | 20 maggio 2017    |         |
| 7  | 「ディス イズ 誕生パーティー」 - Disu izu tanjō pātī「完璧プレート」 - Kanpeki purēto                                                                                 | 27 maggio 2017    |         |
| 8  | 「あなたの知らない職員室」 - Anata no shiranai shokuin-shitsu「完璧プレート」 - Kanpeki purēto「明日使えるヒエログリフ講座」 - Ashita tsukaeru hierogurifu kōza       | 3 giugno 2017     |         |
| 9  | 「運命を分ける席替え」 - Unmei o wakeru sekigae「完璧プレート」 - Kanpeki purēto「北野ゆうすけ君の暗号講座」 - Kitano Yūsuke kimi no angō kōza                        | 10 giugno 2017    |         |
| 10 | 「入るなキケン!動物教室」 - Hairu na kiken! Dōbutsu kyōshitsu「完璧プレート」 - Kanpeki purēto「1%パスカル」 - 1-pāsento Pasukaru                                     | 17 giugno 2017    |         |
| 11 | 「スペース避難訓練」 - Supēsu hinan kunren「完璧プレート」 - Kanpeki purēto「明日使えるヒエログリフ講座」 - Ashita tsukaeru hierogurifu kōza                          | 24 giugno 2017    |         |
| 12 | 「パスカルジュニアの育て方」 - Pasukaru Junia no sodate-kata「完璧プレート」 - Kanpeki purēto「アメリカ横断パスカリングリッシュ」 - Amerika ōdan Pasuka ringu risshu  | 1º luglio 2017    |         |
| 13 | 「謎の転校生、伊集院きらり」 - Nazo no tenkōsei, Ijūin Kirari「完璧プレート」 - Kanpeki purēto「1%パスカル」 - 1-pāsento Pasukaru                                     | 8 luglio 2017     |         |
| 14 | 「追跡!! パスカル先生」 - Tsuiseki!! Pasukaru sensei「完璧プレート」 - Kanpeki purēto「絶品! パスカルグルメ」 - Zeppin! Pasukaru gurume                               | 15 luglio 2017    |         |
| 15 | 「100%デンジャラスプール」 - 100-pāsento denjara supūru「完璧プレート」 - Kanpeki purēto「明日使えるヒエログリフ講座」 - Ashita tsukaeru hierogurifu kōza             | 22 luglio 2017    |         |
| 16 | 「エンジョイ!林間学校 前編」 - Enjoi! Rinkan gakkō zenpen「完璧プレート」 - Kanpeki purēto「アメリカ横断パスカリングリッシュ」 - Amerika ōdan Pasuka ringu risshu     | 29 luglio 2017    |         |
| 17 | 「エンジョイ!林間学校 後編」 - Enjoi! Rinkan gakkō kōhen「完璧プレート」 - Kanpeki purēto「1%パスカル」 - 1-pāsento Pasukaru                                          | 5 agosto 2017     |         |
| 18 | 「真夏のヒマヒマパスカル」 - Manatsu no Himahima Pasukaru「完璧プレート」 - Kanpeki purēto「1%パスカル」 - 1-pāsento Pasukaru                                         | 12 agosto 2017    |         |
| 19 | 「パスカル プロデュース 花火大会」 - Pasukaru purodeyūsu hanabi taikai「完璧プレート」 - Kanpeki purēto「北野ゆうすけ君の暗号講座」 - Kitano Yūsuke kimi no angō kōza | 19 agosto 2017    |         |
| 20 | 「パスカル先生の夏休み」 - Pasukaru sensei no natsuyasumi「完璧プレート」 - Kanpeki purēto「絶品! パスカルグルメ」 - Zeppin! Pasukaru gurume                          | 26 agosto 2017    |         |
| 21 | 「勃発! アイスの乱!」 - Boppatsu! Aisu no ran!「完璧プレート」 - Kanpeki purēto「アメリカ横断パスカリングリッシュ」 - Amerika ōdan Pasuka ringu risshu                | 2 settembre 2017  |         |
| 22 | 「仇討ち! スーパーパスカル」 - Adauchi! Sūpā Pasukaru「完璧プレート」 - Kanpeki purēto「アメリカ横断パスカリングリッシュ」 - Amerika ōdan Pasuka ringu risshu         | 9 settembre 2017  |         |
| 23 | 「北野ゆうすけの真実」 - Kitano Yūsuke no shinjitsu「完璧プレート」 - Kanpeki purēto「絶品! パスカルグルメ」 - Zeppin! Pasukaru gurume                                | 16 settembre 2017 |         |
| 24 | 「秘密のパスカル室」 - Himitsu no Pasukaru-shitsu「完璧プレート」 - Kanpeki purēto「明日使えるヒエログリフ講座」 - Ashita tsukaeru hierogurifu kōza                   | 23 settembre 2017 |         |
| 25 | 「体育大魔王 襲来!!」 - Taiiku dai maō shūrai!!「完璧プレート」 - Kanpeki purēto「アメリカ横断パスカリングリッシュ」 - Amerika ōdan Pasuka ringu risshu               | 30 settembre 2017 |         |
| 26 | 「仰天!0%パスカル」 - Gyōten! 0-pāsento Pasukaru「完璧プレート」 - Kanpeki purēto「1%パスカル」 - 1-pāsento Pasukaru                                                  | 7 ottobre 2017    |         |
| 27 | 「調理実習王 決定戦!!」 - Chōri jisshū-ō kettei-sen!!「完璧プレート」 - Kanpeki purēto「絶品! パスカルグルメ」 - Zeppin! Pasukaru gurume                              | 14 ottobre 2017   |         |
| 28 | 「アイ アム 影武者」 - Ai amu kagemusha「完璧プレート」 - Kanpeki purēto「パスカル川柳」 - Pasukaru senryū                                                            | 21 ottobre 2017   |         |
| 29 | 「没落!?金森財閥」 - Botsuraku!? Kanamori zaibatsu「完璧プレート」 - Kanpeki purēto「パスカル川柳」 - Pasukaru senryū                                                 | 28 ottobre 2017   |         |
| 30 | 「救世主は誰だ!?」 - Kyūseishu wa dareda?「完璧プレート」 - Kanpeki purēto「1%パスカル」 - 1-pāsento Pasukaru                                                         | 4 novembre 2017   |         |
| 31 | 「社会科見学はじめました」 - Shakaika kengaku hajimemashita「完璧プレート」 - Kanpeki purēto「絶品! パスカルグルメ」 - Zeppin! Pasukaru gurume                        | 11 novembre 2017  |         |
| 32 | 「漫才師パスカルやでっ!」 - Manzai-shi Pasukaru ya detsu!「完璧プレート」 - Kanpeki purēto「パスカル川柳」 - Pasukaru senryū                                          | 18 novembre 2017  |         |
| 33 | 「アイドル活動パスミン!」 - Aidoru katsudō Pasumin!「完璧プレート」 - Kanpeki purēto「パスカル川柳」 - Pasukaru senryū                                                | 25 novembre 2017  |         |
| 34 | 「パスカル先生初めての授業」 - Pasukaru sensei hajimete no jugyō「完璧プレート」 - Kanpeki purēto「最優秀生徒 大発表!」 - Saiyūshū seito dai happyō!                  | 2 dicembre 2017   |         |
| 35 | 「きのえだ小 頂上決戦 前編」 - Kinoeda ko chōjō kessen zenpen「完璧プレート」 - Kanpeki purēto                                                                        | 9 dicembre 2017   |         |
| 36 | 「きのえだ小 頂上決戦 後編」 - Kinoeda ko chōjō kessen kōhen「完璧プレート」 - Kanpeki purēto                                                                         | 16 dicembre 2017  |         |

### Videogiochi
Un videogioco intitolato 100% Pascal Sensei: Kanpeki Paint Bombers (100％パスカル先生 完璧ペイントボンバーズ?, 100% Pasukaru-sensei Kanpeki Peinto Bombaazu) è stato sviluppato da Konami e pubblicato per Nintendo 3DS il 13 luglio 2017.